# Stilobezzia bata
Stilobezzia bata är en tvåvingeart som beskrevs av Meillon och Hardy 1954. Stilobezzia bata ingår i släktet Stilobezzia och familjen svidknott. Inga underarter finns listade i Catalogue of Life.